# ديفيد هوفمان (لاعب كمال أجسام)
ديفيد هوفمان (بالألمانية: David Hoffmann)‏ هو لاعب كمال أجسام ألماني، ولد في 26 فبراير 1980 في كيرشهايمبولاندن في ألمانيا.